# وقتی که خداوند قصه عشقت را نوشت
وقتی که خداوند قصه عشقت را نوشت: رویکرد نهایی برای رابطه مرد/زن (به انگلیسی: When God Writes Your Love Story) کتابی نوشته اریک و لسلی لودی زوج آمریکایی است که در سال ۱۹۹۹ به چاپ رسیده است. این کتاب، سومین کتاب نویسندگان است. بعد از اینکه این کتاب پرفروش‌ترین کتاب در بازار کتابهای مسیحیت شد، مجدداً در سال ۲۰۰۴ تجدید چاپ شد و در سال ۲۰۰۹ هم بازبینی و گسترش یافت. این کتاب شرح اولین دیدار، معاشقه و سپس ازدواج نویسندگان کتاب را بازگو می‌کند. توصیه نویسندگان به افراد مجرد این است که به صورت فیزیکی یا احساسی با دیگران خو نگیرند و برای شریک زندگی که خداوند برای آنان در نظر گرفته‌است صبر کنند. کتاب به پنج قسمت و ۱۶ فصل تقسیم شده‌است. هر فصل از دید یکی از نویسندگان کتاب است. شش فصل توسط اریک نوشته شده و لسلی هفت فصل را به همراه مقدمه نوشته است.